# Vito (Reggio Calabria)
Vito è un quartiere di Reggio Calabria; insieme ai quartieri di Santa Caterina e San Brunello costituisce la III circoscrizione del comune di Reggio.
Situato nella zona collinare sopra il porto, ospita insieme al quartiere di Tremulini la cittadella universitaria con diverse facoltà nella contrada Feo di Vito.
Nella parte più collinare sorgono dei frequentatissimi impianti sportivi.

## Toponimo
Dal nome latino Vitus, che significa "vivace, animato, allegro", forse rafforzato anche da una circoscritta devozione per San Vito.
Potrebbe inoltre trattarsi di una variante della voce latina "vicus", cioè "villaggio".